# Rogenstugan

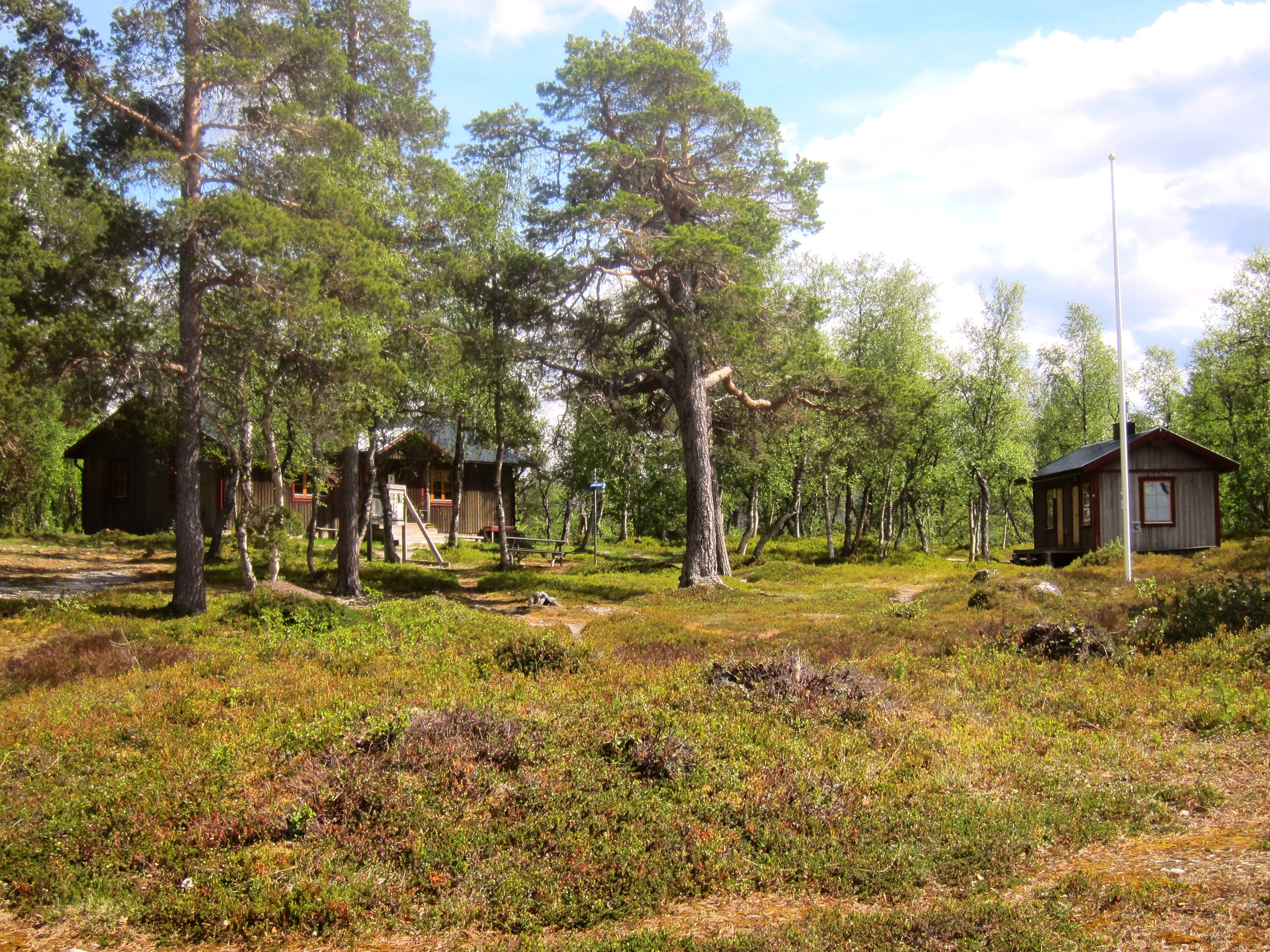
Rogenstugan, sommaren 2016.

Rogenstugan är en fjällstuga vid sjön Rogen i Härjedalens kommun som drivs av Svenska Turistföreningen. Den första stugan byggdes på platsen 1969, men den brann ner år 2000. Den nuvarande stugan är byggd 2004 och har tolv bäddar.
De närmaste stugorna är Skedbrostugan som ligger cirka 12 kilometer nordväst om Rogenstugan och Storrödtjärnsstugan som ligger 12 kilometer söderut.